# سرمایه‌گذاری آرلینگتون
سرمایه‌گذاری آرلینگتون (انگلیسی: Arlington Investment) شرکت املاک آمریکایی است، که در سال ۱۹۸۹ تأسیس شد.